# Saskia Hippe

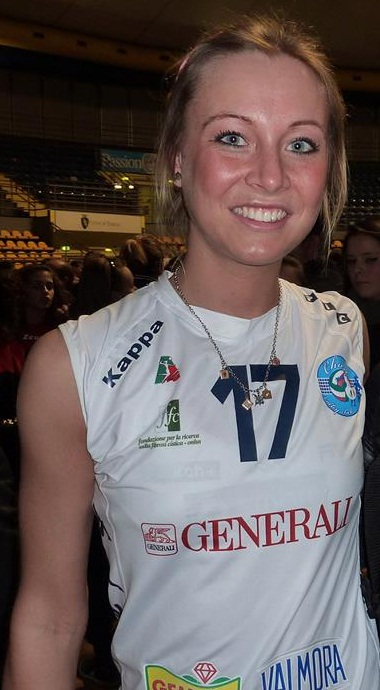
Saskia Hippe zawodniczką klubu włoskiego Famila Generali Chieri

Saskia Hippe (ur. 16 stycznia 1991 roku  w Berlinie) – niemiecka siatkarka, reprezentantka kraju, grająca na pozycji atakującej. W kadrze narodowej zadebiutowała w 2008 roku podczas turnieju kwalifikacyjnego do Grand Prix siatkarek 2009. Ma siostrę Laurę, która także jest siatkarką.

## Sukcesy klubowe
Liga niemiecka:
- 2011
- 2009, 2015

Puchar Challenge:
- 2010, 2018
- 2017

Puchar Niemiec:
- 2010

Puchar Czech:
- 2013

Liga czeska:
- 2013

Puchar Grecji:
- 2017, 2018, 2019

Liga grecka:
- 2017, 2018, 2019, 2020
- 2022[3]

## Sukcesy reprezentacyjne
Mistrzostwa Europy Kadetek:
- 2007

Mistrzostwa Europy:
- 2011, 2013

Liga Europejska:
- 2013

## Nagrody indywidualne
- 2010: MVP turnieju finałowego Pucharu Challenge
- 2018: MVP Pucharu Grecji
- 2018: MVP finału ligi greckiej w sezonie 2017/2018